# Свистунов, Борис Иванович
Борис Иванович Свистунов (12 апреля 1884 — 1946) —  российский военный лётчик, участник Первой мировой войны.

## Биография
Борис Иванович Свистунов родился 12 апреля 1884 года в семье поручика, а позже коллежского асессора. В 1903 году окончил 2-й Московский кадетский корпус.
С 1903 по 1905 годы обучался в Елисаветградском кавалерийском училище, из которого был выпущен в лейб-гвардии Конно-гренадерский полк в Петергофе и был произведён в чин корнета со старшинством с 22 апреля 1905. В чин поручика был произведён с 6 декабря 1909 года, а 1 октября 1914 года в чин штабс-капитана.
В 1912 году, выйдя в отставку в чине поручика, перебрался в Петербург, где стал владельцем машиностроительного и механического завода «Бис».
С началом Первой мировой войны был мобилизован в армию, 1 октября 1914 года произведён в чин штабс-ротмистра (с учетом прежней службы в кавалерии).
В декабре 1914 года окончил Военную авиационную школу и был назначен лётчиком в 33-й корпусный авиационный отряд, с прикомандированием (с 21/12.1914 г. по 29/06.1915 г.) к Ингушскому конному полку Кавказской Туземной конной дивизии «для ведения воздушной разведки и бомбометания». 29 июня 1915 года был переведён во 2-й Сибирский корпусный авиационный отряд, а 2 декабря стал начальником этого авиаотряда. В июне 1916 года был отчислен с должности с формулировкой «за мало энергичную деятельность». С 8 июля 1916 года был прикомандирован к Управлению воздушного флота и назначен в Военную авиационную школу, с 10 июля был исправляющим должность обучающего офицера в этой школе.
Произведённый 21 февраля 1917 года в ротмистры, стал начальником гарнизона и комендантом Гатчины. Во время Гражданской войны в составе Вооруженных сил Юга России сражался с красными. Затем находился в эмиграции, жил в Варне (Болгария), а затем во Франции в Париже. В эмиграции активно занимался общественной деятельностью. Он был членом Союза Георгиевских кавалеров и Союза русских летчиков во Франции. В эмиграции Свистунов удостоился чина генерал-майора. Скончался в Париже в 1946 году, похоронен на кладбище Сент-Женевьев-де-Буа.

## Награды
Борис Иванович Свистунов был удостоен следующих орденов:
- Орден Святого Георгия 4-й степени (Высочайший приказ от 31 мая 1916)
  - — «за то, что 6-го августа 1915 г., получив предписание вылететь из крепости Новогеоргиевск, несмотря на то, что данный ему аппарат был не испытан и условия полета невероятно трудны из-за тумана и обстрела противником не только на пути, но и тяжелой артиллерией на аэродроме, он, обессиленный двумя предыдущими вылетами, вследствие неисправности аппарата, поднялся в третий раз и, преодолев все препятствия, достиг в тот же день через несколько часов расположения наших войск, спасши таким образом аппарат и лучшего механика отряда, а поднявшись первый из авиационного отряда, своим примером самоотвержения и хладнокровия содействовал дальнейшему успеху перелета всего отряда»
- Орден Святого Станислава 3-й степени (Высочайший приказ от 6 декабря 1912).